# Dólmen El Romeral
O Dolmen El Romeral está situado na comuna de Antequera, na Andaluzia, Espanha. Em conjunto com o Dolmen de Menga e o Dolmen de Viera forma o sítio arqueológico dos Dolmens de Antequera.

## Localização
Está situado a três quilômetros a noroeste da cidade de Antequera, e a dois quilômetros dos dois outros dolmens.

## Estrutura
Apesar de ter o nome de dolmen, ele não possui todas as características, as paredes são formadas por pedras menores. Sua estrutura interior é muito parecida com a do Dolmen de Viera, com um corredor que leva a uma câmara funerária. Por outro lado, atrás desta primeira sala encontra-se uma outra câmara, menor, de formato circular. As paredes de todas as câmaras se afunilam progressivamente umas contra as outras, dando uma impressão de cofre. Todas as salas formam um megalito com disposição horizontal.
Toda esta estrutura é recoberta, como os dois outros dolmens de Antequera, por um túmulo de terra.

## História
Foi construído por volta de 2500 a.C.

## UNESCO
Foi inscrito como Patrimônio Mundial da UNESCO por ser: "um dos mais marcantes trabalhos da Pré-História da Europa e um dos mais importantes exemplos do Megalitismo Europeu."
Fazem parte do conjunto:
- Dolmen de Menga
- Dolmen de Viera
- Dolmen El Romeral

## Ligações Externas
- Video inmersivo 360º desde el interior del Dolmen de Viera. Banco de Imágenes del Patrimonio Cultural. Instituto Andaluz del Patrimonio Histórico
- Junta de Andalucía. Tour virtual de los Dólmenes de Antequera
- Documental de los servicios informativos de TVE: PASTOR, Ana; CALVO, Ana (prod.); MONTERO, Matías (dir.) (2016): La mirada de los dólmenes. Programa “Crónicas”, emitido el 31-03-2016
- Documental de los servicios informativos de Canal Sur TV: BARRIO, Rodrigo del (prod.), CÁTEDRA . Luis (ed.) (2016): Los pilares de la civilización. Programa ”Los reporteros”, emitido el 07-07-2016, a partir del minuto 25:20
- Dolmens de Antequera